# Bulbophyllum oblanceolatum
Bulbophyllum oblanceolatum är en orkidéart som beskrevs av George King och Robert Pantling. Bulbophyllum oblanceolatum ingår i släktet Bulbophyllum och familjen orkidéer. Inga underarter finns listade i Catalogue of Life.